# Фаснал
Фасна́л (осет. Фæснæл) — село в Ирафском районе республики Северная Осетия — Алания. Входит в состав Махческого сельского поселения.

## Этимология
Название села происходит от осетинских слов «фæс» + «нæл» (смысловой перевод: «позади святилища мужчин»). По отношению к селению Галиат Фаснал лежит позади святилища Нализад («ангел мужчин», «покровитель мужского пола»).

## География
Село расположено у впадения реки Сардидон в реку Сонгутидон. Находится в 40 км к югу от районного центра — Чикола и в 105 км к юго-западу от Владикавказа.
Через Фаснал проходят популярные альпинистские маршруты, в частности, к ледникам Тананцете и Таймази. Окрестности села славятся как удачное место для занятий парапланеризмом.
У Фаснала на реке Сонгутидон расположена Фаснальская ГЭС (в эксплуатации с 2008 года).

## История
Уже в XIX веке в Фаснале работала крупная обогатительная фабрика, где электричество появилось задолго до Октябрьской революции.
В окрестностях селения есть месторождения свинцово-цинковых руд.

## Население
| 1939 | 2002 | 2010 | 2021 |
| ---- | ---- | ---- | ---- |
| 178  | ↘72  | ↗74  | ↗88  |

## Известные уроженцы
- Сосланбек Дафаевич Тавасиев — советский скульптор.

## Достопримечательности
Вблизи сёл Махческ, Вакац, Фаснал находятся объекты культурного наследия федерального значения (археология):
1. Погребения в грунте
2. Погребения в каменных ящиках
3. Погребения в склепах

- Объекты культурного наследия федерального значения (архитектура)[7]:

1) Пять башенных склепов (средние века) — на древнем кладбище с. Фаснал
2) Склеп наземный (средние века) — Поляна, на древнем кладбище с. Фаснал
3) Склеп полуподземный (средние века) - в с.Фаснал
4) Архитектурный комплекс с. Фаснал:	
1. Башня Кубатиевых — северо-восточная окраина
2. Башня Пухаевых — юго-западная окраина
3. Склеповый могильник (тринадцать усыпальниц) — верхний отсёлок с. Фаснал
4. Святилище — северо-восточная окраина